# Fenstad
Fenstad este o localitate din comuna Nes, provincia Akershus, Norvegia.